# Velký požár Říma

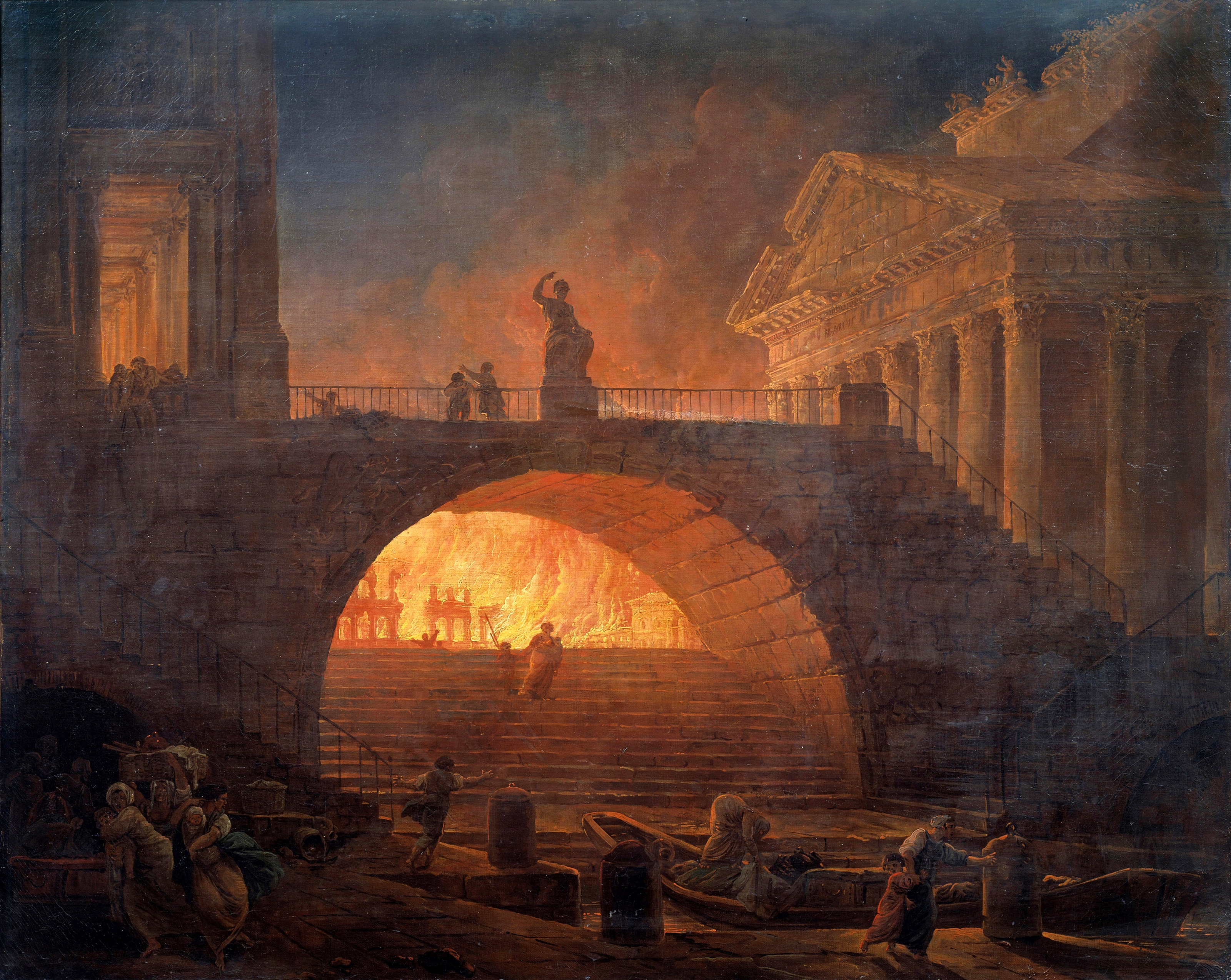
Velký požár Říma, Hubert Robert, 1785

Jako Velký požár Říma (latinsky incendium magnum Romae) je označován požár, který vypukl 18. července roku 64 n. l. v okolí sportoviště Circus Maximus v Římě. Kvůli velké hustotě obyvatel a domům postaveným zejména ze dřeva se požár rychle šířil a zachvátil 10 ze 14 římských okrsků. Dvě třetiny města byly zničeny. Požár trval šest dní. Záhy poté, co byl víceméně uhašen, se ovšem znovu rozhořel a trval další tři dny.
Není jasné, kdo tento požár vyvolal. Podle některých teorií za to mohl císař Nero, odsouzeni za to ovšem byli křesťané.